# Castillo-Nunatak
Der Castillo-Nunatak (spanisch Nunatak del Castillo) ist ein 443 m hoher Nunatak auf der Livingston-Insel im Archipel der Südlichen Shetlandinseln. Er ragt 0,8 km westlich des Willan-Nunatak, 2,5 km nordöstlich des Napier Peak, 2,9 km östlich des Charrúa Ridge und 2,8 km ostsüdöstlich des Krum Rock auf.
Spanische Wissenschaftler kartierten ihn 1991 und benannten ihn nach seiner Ähnlichkeit mit einer Burg bzw. einem Schloss (spanisch castillo).